# Bulbine praemorsa
Bulbine praemorsa là một loài thực vật có hoa trong họ Thích diệp thụ. Loài này được (Jacq.) Spreng. miêu tả khoa học đầu tiên năm 1825.